# Gandolfo Porrino
Gandolfo Porrino (Modena, ... – Roma, 1552) è stato un letterato italiano.

## Biografia
Figlio da parte di padre della famiglia Bertoja, volle chiamarsi Porrino, cognome della madre, che dopo la morte del marito volle provvedere alla cura del figlio indirizzandolo agli studi umanistici. Condotto a Roma, passò sotto la protezione del cardinale Alessandro Farnese, nipote di papa Paolo III. Divenne segretario, per il quale nutrì profondo affetto, della nobildonna Giulia Gonzaga, contessa di Fondi e moglie di Vespasiano Colonna. Quando nel 1550 il cardinale cadde in disgrazia, abbandonò Roma e Gandolfo lo seguì a Firenze.
Fu amico di numerosi scrittori e letterati, tra i quali Benedetto Varchi, Annibale Caro, Angelo Colocci, Giovanni Della Casa e di Francesco Maria Molza.

## Opere
- Rime di Gandolfo Porrino, Venezia, 1551[3][4]